# Église Saint-Théodore-Tiron de Kuštilj
Pour les articles homonymes, voir Église Saint-Théodore-Tiron.
L'église Saint-Théodore-Tiron de Kuštilj (en serbe cyrillique : Румунска православна црква Светог Теодора Тирона у Куштиљу ; en serbe latin : Rumunska pravoslavna crkva Svetog Teodora Tirona u Kuštilju) est une église orthodoxe roumaine située à Kuštilj, dans la province autonome de Voïvodine, dans la municipalité de Vršac et dans le district du Banat méridional en Serbie. Elle est inscrite sur la liste des monuments culturels de grande importance de la république de Serbie (identifiant no SK 1435).

## Présentation
Le village de Kuštilj se trouve à la frontière entre la Roumanie et la Serbie.
L'église actuelle a été construite entre 1927 et 1936 par les Roumains orthodoxes de la région. En revanche, par son style, elle est caractéristique de l'architecture nationale serbe.
L'édifice est une construction monumentale, avec une nef unique prolongée par une abside demi-circulaire ; il est doté d'un transept et la façade occidentale est dominée par deux tours. La construction est couronnée par un dôme massif. La maçonnerie polychrome est constituée de pierres et de briques, de façon à rappeler l'architecture byzantine.
À l'intérieur, l'église abrite une iconostase de style baroque provenant d'une église plus ancienne et remontant aux XVIIIe et XIXe siècles.